# Liban Abdulahi
Liban Abdulahi (Haarlem, 2 november 1995) is een Nederlands-Somalisch voetballer die bij voorkeur als middenvelder speelt.

## Clubcarrière
Abdulahi begon met voetballen bij SV Hoofddorp, waarna hij vertrok naar HFC Haarlem. Na het faillissement van de club nam Ajax hem over. Een jaar later ging hij bij de amateurs van Zeeburgia voetballen, waarna hij in 2012 in de gezamenlijke jeugdopleiding van FC Groningen en Cambuur terechtkwam. In juli 2014 verkaste Abdulahi naar FC Volendam. Hier kwam hij niet tot speelminuten in het eerste elftal, waarna hij in de zomer van 2015 bij Telstar tekende.
Abdulahi maakte zijn debuut in het betaalde voetbal op 10 augustus 2015 namens Telstar in de competitiewedstrijd tegen RKC Waalwijk (1-1). Hij verving na ruim een half uur spelen Mohammed Ajnane. Het bleef echter bij invalbeurten voor dat seizoen. In het seizoen 2016/17 brak hij wel door en was hij na Jordy Tutuarima de speler met de meest gespeelde wedstrijden. In juni 2018 tekende hij een eenjarig contract met een optie op nog twee jaar bij De Graafschap. Vanwege een blessure kwam hij nooit in actie voor de club. In augustus 2019 tekende hij een contract tot eind 2019 bij het Zweedse Jönköpings Södra IF dat uitkomt in de Superettan. In het seizoen 2020/21 kwam hij uit voor Koninklijke HFC.
In 2021 liet Abdulahi Nederland achter zich om aan de slag te gaan bij het IJslandse Þór Akureyri. Nadien speelde hij in Georgië voor Lokomotivi Tbilisi. Begin 2023 keerde hij terug naar Nederland en ging hij spelen bij SV TEC. Na de degradatie van TEC na afloop van het seizoen 2022/23 verkaste Abdulahi naar Olympia Haarlem.

## Carrièrestatistieken
| Seizoen         | Club               | Competitie      | Competitie | Competitie | Beker | Beker | Play-offs | Play-offs | Totaal | Totaal |
| Seizoen         | Club               | Competitie      | Wed.       | Dlp.       | Wed.  | Dlp.  | Wed.      | Dlp.      | Wed.   | Dlp.   |
| --------------- | ------------------ | --------------- | ---------- | ---------- | ----- | ----- | --------- | --------- | ------ | ------ |
| 2015/16         | SC Telstar         | Eerste divisie  | 11         | 0          | 1     | 0     | 0         | 0         | 12     | 0      |
| 2016/17         | SC Telstar         | Eerste divisie  | 34         | 3          | 2     | 1     | 0         | 0         | 36     | 4      |
| 2017/18         | SC Telstar         | Eerste divisie  | 1          | 0          | 0     | 0     | 0         | 0         | 1      | 0      |
| 2018/19         | De Graafschap      | Eerste divisie  | 0          | 0          | 0     | 0     | 0         | 0         | 0      | 0      |
| 2019            | Jönköpings Södra   | Superettan      | 3          | 0          | 1     | 0     | 0         | 0         | 4      | 0      |
| 2020/21         | Koninklijke HFC    | Tweede divisie  | 4          | 0          | 1     | 0     | 0         | 0         | 5      | 0      |
| 2021            | Þór Akureyri       | 1. deild karla  | 16         | 1          | 1     | 0     | 0         | 0         | 17     | 1      |
| 2022            | Lokomotivi Tbilisi | Erovnuli Liga   | 14         | 0          | 2     | 0     | 0         | 0         | 16     | 0      |
| 2022/23         | SV TEC             | Tweede divisie  | 10         | 0          | 0     | 0     | 2         | 0         | 12     | 0      |
| Carrière totaal | Carrière totaal    | Carrière totaal | 93         | 4          | 8     | 0     | 2         | 0         | 103    | 4      |